# Ełk
Ełk es una ciudad en el noreste de Polonia con 55.846 habitantes (datos de 2004). Fue incluida en el Voivodato de Varmia y Masuria en 1999, después de haber pertenecido al Voivodato de Suwałki desde 1975 hasta 1998. Ełk es la capital del distrito de Ełk.
La ciudad se asienta en la costa del lago de Ełk, que era un antiguo glaciar. Rodeada de bosques, la zona es parte de la región de Masuria. Una de las principales atracciones es la caza, que se practica en sus extensos bosques.

## Historia

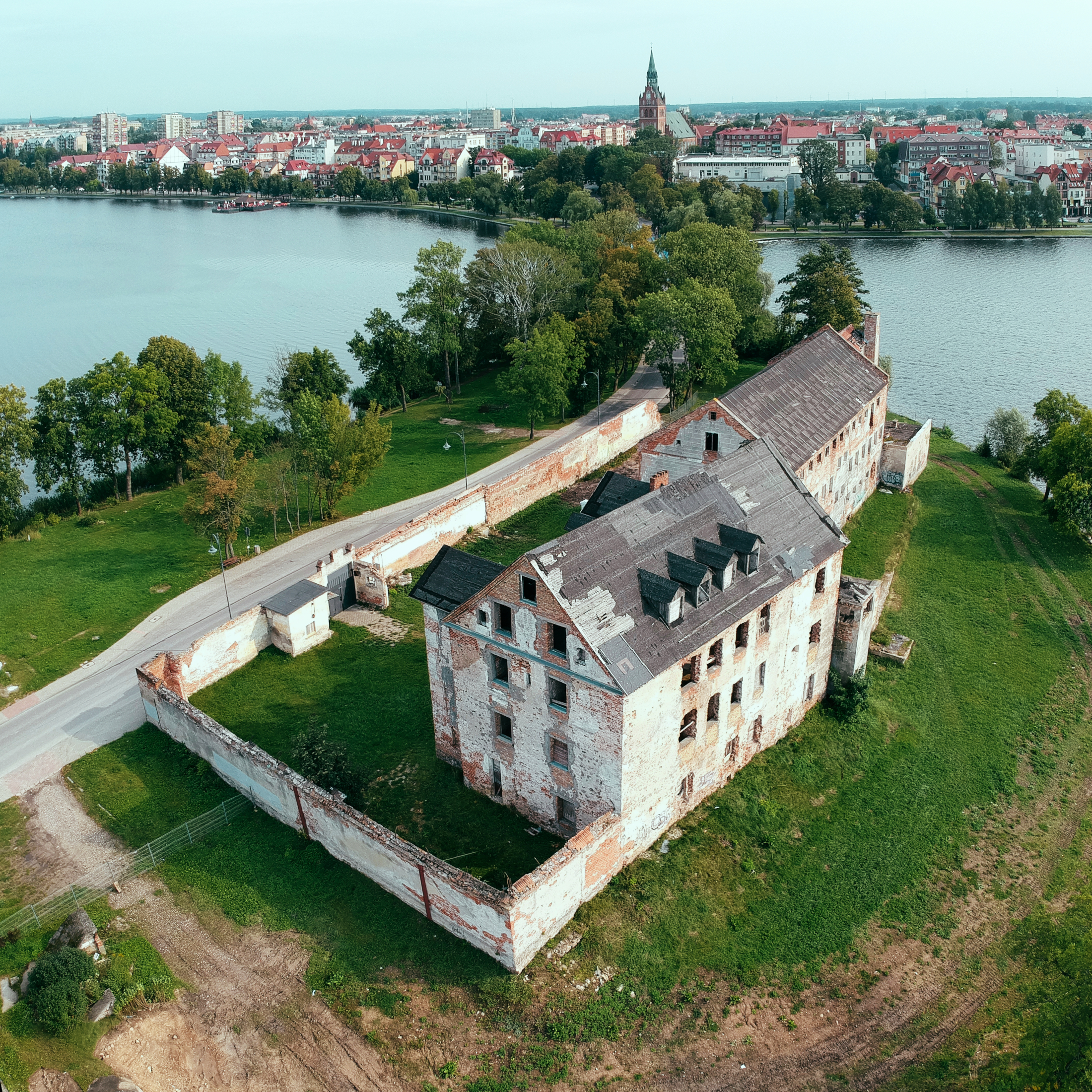
Viejo castillo de Ełk.

En 1283 el último sudoviano líder prusiano, Skomand, capituló ante los Caballeros Teutónicos en la zona de Lyck. Después de 1323, la parte norte de la región fue administrada por el Komtur de Brandeburgo. Como antiguo asentamiento prusiano la ciudad fue por primera vez documentada en 1398 como una construcción de los Caballeros Teutónicos. El nombre alemán de la ciudad, Lyck, deriva del antiguo nombre prusiano Luks (de la palabra Nymphaeaceae, luka). Recibió su fuero alemán en 1445.
En 1831 unas 300 personas, aproximadamente el 10% de la población, murieron de Cólera, en 1837 fallecieron otras 80 y 333 en 1852
Antes de la Primera Guerra Mundial, Lyck tenía 13.000 habitantes. Muchos ciudadanos se marcharon durante el conflicto cuando atacaron las tropas del Imperio ruso, pero volvieron después de las batallas de Tannenberg y de los lagos de Masuria. Tropas británicas e Italianas fueron enviadas a la ciudad después del Tratado de Versalles para supervisar el Plebiscito de Prusia Oriental, que obtuvo 8.339 votos a favor de la República de Weimar (Alemania) y 8 a favor de la Segunda República de Polonia en Lyck. La ciudad fue reconstruida después de haber sufrido gaves daños por el ataque ruso.

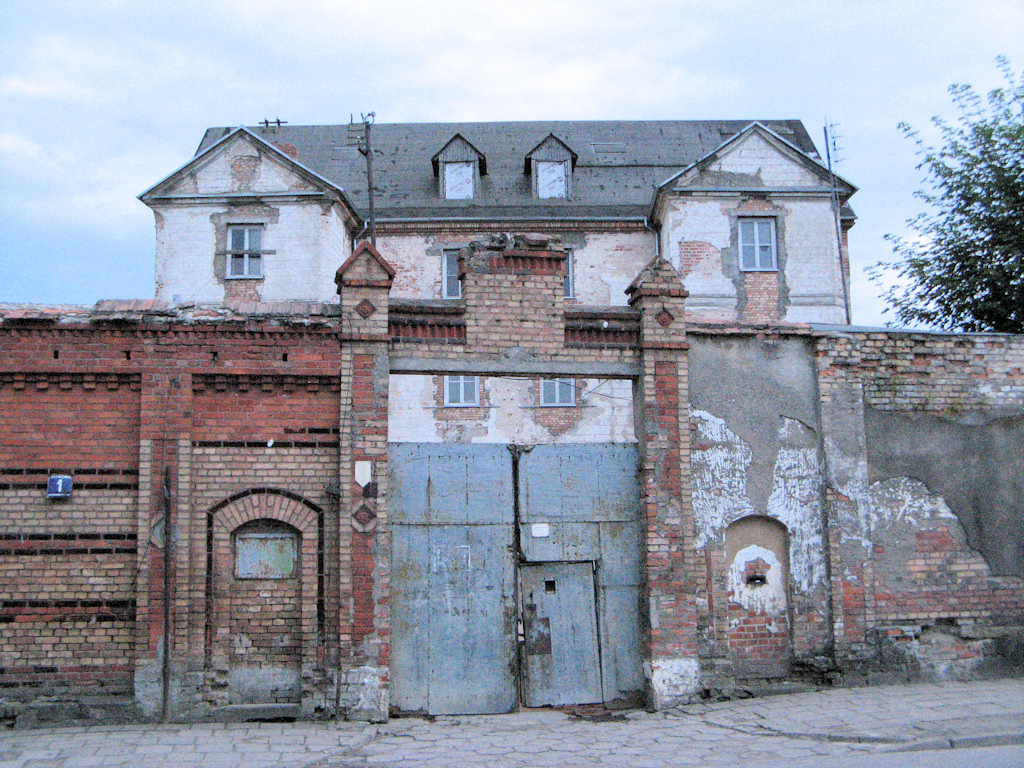
Ruinas de la guerra.

Lyck fue de nuevo muy afectada por los bombardeos en la Segunda Guerra Mundial y fue conquistada por la Unión Soviética en 1945. El distrito de Lyck tenía 53,000 habitantes cuando el Ejército rojo entró en la ciudad en enero de 1945; el 20% de la población no sobrevivió[cita requerida]. La ciudad fue colocada bajo administración polaca en abril de 1945 y desde entonces es parte de Polonia. Fue reconstruida y renombrada como Ełk  
(antes de 1939, los nombres polacos para la ciudad eran Łęg y Łęk). Solo a unos pocos cientos de alemanes de Prusia Oriental se les permitió volver y establecerse, mientras que la ciudad se repoblaba con polacos, creando una nueva población mayoritaria.

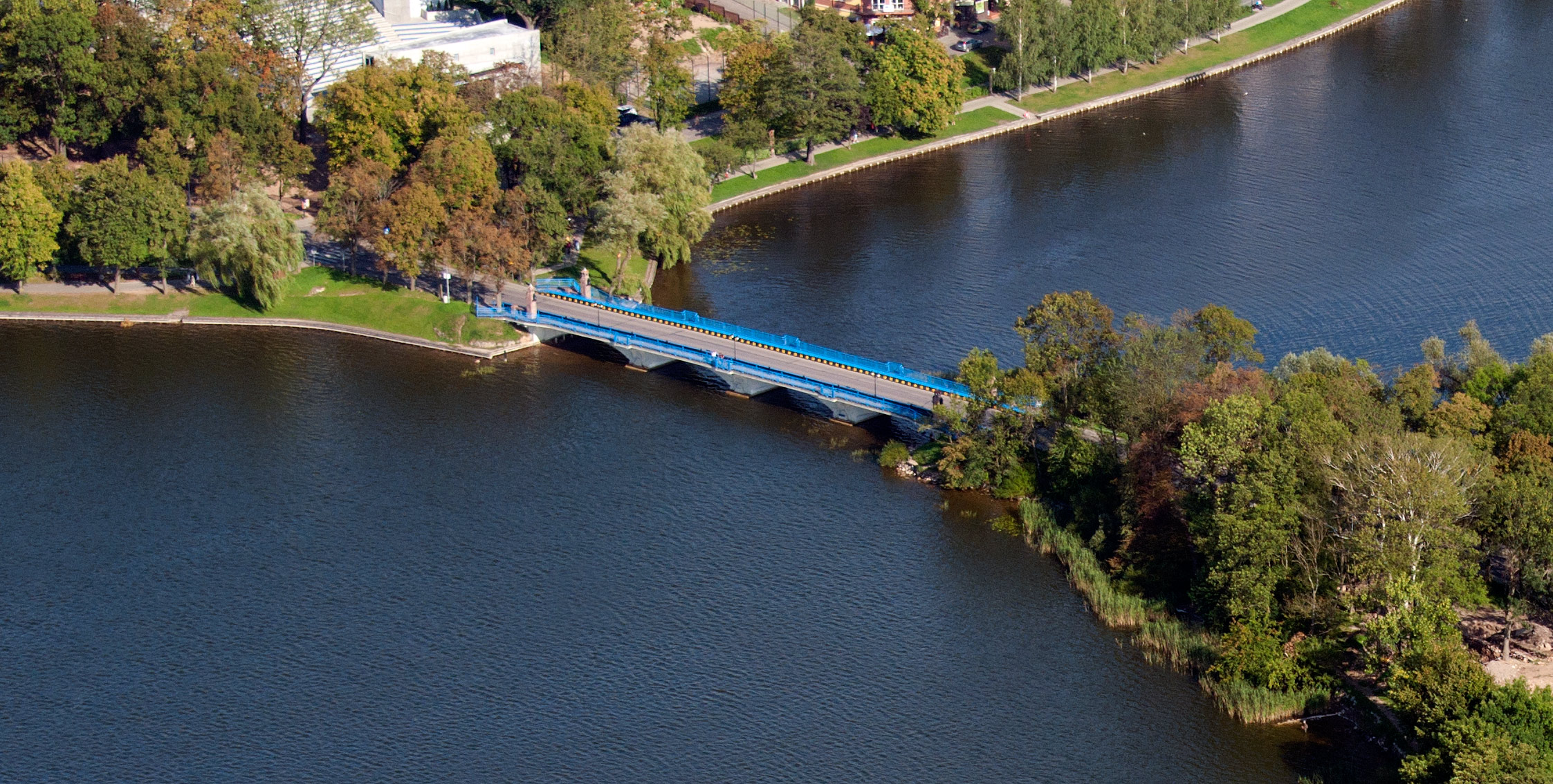

## Ciudadanos destacados
- Ludwig von Baczko (1756–1821), historiador, político
- Theodor Simon Flatau (1860–1937), físico
- Carl Contag (1863–1934), alcalde de Nordhausen
- Hugo Zwillenberg (1885–1966), empresario
- Otto von Schrader (1888–1945), almirante
- Walter Tanau (1911–1971), artista
- Horst Biernath (1905–1978) escritor
- Kurt Symanzik (1923–1983), físico
- Siegfried Lenz (1926–2014), escritor
- Ingrid Gamer-Waller (* 1936), egiptólogo
- Klaus Gerwien (* 1940), jugador de fútbol

- Leszek Błażyński (1949–1992), boxeador
- Joseph Manczuk (nacido en 1950), futbolista
- Roman Czepe (nacido en 1956), político
- Andrzej Zgutczyński (nacido en 1958), futbolista
- Cezary Zamana (nacido en 1967), ciclista
- Dorota Sarnowska (1973- ----) cantante
- Michał Olszewski (nacido en 1977), escritor
- Paweł Sobolewski (nacido en 1979), futbolista

## Alcaldes
- Adam Puza (1990–1994)
- Zdzisław Fadrowski (1994–2002)
- Janusz Nowakowski (2002–2006)
- Tomasz Andrukiewicz (since 2006)

## Educación
- Universidad de Varmia y Masuria
- Academia privada de Economía
- Seminario Católico

## Institutos de Enseñanza Secundaria
- Zespół Szkół Ekonomicznych Archivado el 11 de febrero de 2010 en Wayback Machine.
- Zespół Szkół Mechaniczno - Elektrycznych
- Zespół Szkół nr 1

- Zespół Szkół nr 2 im. K. K. Baczyńskiego (swww)

- Zespół Szkół nr 3 im. J. H. Małeckich (www)

- I Liceum Ogólnokształcące im. S. Żeromskiego (www)

- Zespół Szkół Rolniczych im. M. Rataja
- Zespół Szkół Samorządowych Archivado el 24 de marzo de 2010 en Wayback Machine.
- Zespół Szkół nr.6 im. M. Rataja (www)

## Religión
Antes de la Segunda Guerra Mundial, la ciudad y sus alrededores era prácticamente de religión luterana (>95%). Después de que la población alemana fuese expulsada finalizada la guerra, la principal religión de Ełk es el catolicismo, sin embargo, existen unas cuantas iglesias protestantes que aún desempeñan un papel importante en la vida religiosa de la población. Incluyen metodistas, baptistas, pentecostales (Asambleas de Dios Kościoł Zielonoświątkowy), carismáticos (Kościoł Chrześcijański "Słowo Wiary" o el Mundo de la Fe, lo cual hace que la congregación de Ełk se probablemente una de las pocas iglesias locales regentadas por una mujer en Polonia (sra. Teresa Odolecka). Ełk es el centro de la Diócesis de Ełk con su obispo Jerzy Mazur.

## Ciudades hermanadas
Ełk está hermanada con:
- Burlington, Vermont, Estados Unidos.
- Galatone, Apulia, Italia.
- Hagen, Renania del Norte-Westfalia, Alemania.
- Lida, Bielorrusia.
- Nemenčinė, Vilna, Lituania.
- Nettetal, Renania del Norte-Westfalia, Alemania.
- Orbassano, Piamonte, Italia.
- Oziorsk, Noroeste, Rusia.